# Fabien Baron
Fabien Baron (Antony, 5 luglio 1959) è un direttore artistico e designer francese, direttore editoriale di Interview. Baron è considerato uno dei direttori artistici più influenti della sua generazione.

## Biografia
Figlio di un designer francese, dopo la scuola, Baron ha frequentato l'Ecole des Arts Appliqués nel 1975, benché poco tempo dopo iniziò a lavorare presso il quotidiano L'Équipe. Nel 1982 si trasferisce a New York. Inizialmente intenzionato a rimanervi per pochi mesi, Fabien Baron trascorrerà il resto della propria vita a New York.
Inizialmente ottiene un lavoro con la rivista maschile GQ. Nel 1987 progetta il prototipo per la rivista New York Woman, di cui diviene il direttore artistico per tutto il primo anno di pubblicazione. Alla fine degli anni ottanta lavora come direttore artistico anche per l'edizione italiana di Vogue e per Interview, la rivista fondata da Andy Warhol. Nel 1990 fonda la propria agenzia di New York, la Baron & Baron. Nel 1992 collabora con la rivista di moda Harper's Bazaar e con la cantante Madonna per cui cura la grafica del libro Sex e dell'album Erotica.
Fra i suoi clienti si possono citare Armani, Dunhill, Miu Miu, Pringle of Scotland e Calvin Klein, per il quale è anche direttore creativo. Ha i
Nel 2008 ha pubblicato il libro fotografico Liquid Lights 1983-2003, in cui vengono mostrati attraverso le fotografie due decenni di lavoro.
Fabien Baron ha avuto tre figli da tre differenti relazioni.